# La pasión desnuda
La pasión desnuda es una película argentina dirigida por Luis César Amadori sobre su propio guion según la leyenda Thais que se estrenó el 1 de abril de 1953 y que tuvo como protagonistas a María Félix, Carlos Thompson, Eduardo Cuitiño, Héctor Calcaño y Diana Ingro.

## Argumento
Una mujer que ingresa para hacer tareas domésticas en el convento donde vive su hija paralítica -que la cree muerta- se enamora de un médico.

## Reparto
Intervinieron en el filme los siguientes intérpretes:
- María Félix	... 	Malva Rey
- Carlos Thompson	... 	Pablo Valdés
- Eduardo Cuitiño
- Héctor Calcaño
- Diana Ingro
- Milagros de la Vega
- Diana Miriam Jones
- Margarita Burke
- José Comellas
- Gloria Ferrandiz
- Daniel Tedeschi
- Héctor Armendáriz
- Mario Baroffio
- Cristina Berys
- Julián Pérez Ávila

## Comentario
Manrupe y Portela opinan que es "una superproducción con María Félix y una historia de arrepentimiento. La primera parte, casi erótica. La segunda, melodrama mexicano imposible. Buena actuación de Carlos Thompson".

## Premios y reconocimientos
Premios Cóndor Académico de 1953
| Reconocimiento                | Candidato       | Resultado |
| ----------------------------- | --------------- | --------- |
| Actuación destacada masculina | Eduardo Cuitiño | Ganador   |

1.ª Semana Internacional del Cine de San Sebastián
| Certamen                  | Resultado |
| ------------------------- | --------- |
| Exhibición no competitiva | Incluida  |